# 梅录
梅录，是回鹘汗国的官名，又译为密录、媚录，原音为biruq或buyruq。
麻赫穆德·喀什噶里的《突厥语大词典》第一卷第378页记载，梅录的意思为“国王的侍从官”,引申为国相、宰相。多见于10世纪以后的回鹘人中。后突厥汗国可汗有大臣有梅录啜，参与毒杀毗伽可汗。